# Franz Peter Oesch
Franz Peter Oesch (* 19. Januar 1943 in St. Gallen; heimatberechtigt in Balgach; † 15. August 2015) war ein Schweizer Jurist, Bankmanager und Politiker (CVP). Er war Verwaltungsratspräsident der St. Galler Kantonalbank.

## Leben
Franz Peter Oesch wuchs in St. Gallen auf. Er besuchte die Kantonsschule St. Gallen, wo er mit der Matura abschloss. Anschliessend studierte er an der Universität Bern Jurisprudenz. Dort promovierte er bei Walter Schluep 1971 in Rechtswissenschaften mit der Arbeit Der Minderheitenschutz im Konzern nach schweizerischem und amerikanischem Recht. Dafür arbeitete er mit der University of Virginia zusammen. Kurz danach übernahm er von seinem verstorbenen Vater Franz Oesch dessen Anwaltskanzlei in St. Gallen, wo er Partner der umbenannten Anwaltskanzlei «swisslegal asg advocati» in St. Gallen wurde. Dort ist Ständerat Benedikt Würth Konsulent.
Der Grosse Rat des Kantons St. Gallen berief den Finanzfachmann Oesch 1994 in die Bankkommission der St. Galler Kantonalbank (SGKB) und übertrug ihm per 1996 auch deren Präsidium. Mit der Umwandlung der St. Galler Kantonalbank in eine Aktiengesellschaft wurde er im Jahre 2000 Präsident des Verwaltungsrates (VRP). In dieser Funktion leitete er 2001 erfolgreich den Börsengang der SGKB. Nach Kritik an der hohen Entlöhnung von Geschäftsführern schweizerischer Kantonalbanken verteidigte Oesch stellvertretend für andere derartige Banken deren Entlöhnung. Bis zum Erreichen der statutarischen Altersgrenze blieb er bis 2013 VRP der SGKB.

## Weitere Tätigkeiten
- 1973 bis 1984: Mitglied des Grossen Gemeinderats der Stadt St. Gallen, im Amtsjahr 1983 dessen Präsident[2]
- 1984 bis 1990: Mitglied des Grossen Rats des Kantons St. Gallen[6]
- 1991 bis 2015: Verwaltungsrat von Lindt & Sprüngli[7]
- Stiftungsrat der Pro Stadion St. Gallen AG[8]
- Mitglied des Gönnervereins DienstagClub des FC St. Gallen
- Mitglied Genossenschaft Konzert und Theater St. Gallen

## Privat
Franz Peter Oesch war verheiratet und hatte zwei Söhne und zwei Töchter. Seine Tochter Claudia und sein Sohn Matthias Oesch sind ebenfalls Juristen geworden.